# Annunciazione di Cortona
L'Annunciazione di Cortona è un dipinto di Beato Angelico (tempera su tavola, cm 175x180), conservato nel Museo diocesano di Cortona e databile al 1430 circa. L'opera è probabilmente la prima di una serie di tre grandi tavole dell'Annunciazione dipinte dall'Angelico negli anni trenta del Quattrocento; le altre due sono l'Annunciazione del Prado e l'Annunciazione di San Giovanni Valdarno.

## Storia
Nel 1432 un documento testimonia come l'Angelico stesse lavorando a un'Annunciazione per la chiesa di Sant'Alessandro a Brescia, della quale non resta alcun'altra traccia. Poiché pochi anni dopo la medesima chiesa commissionava un'altra pala dell'Annunciazione, questa volta al veneziano Jacopo Bellini (pagata nel 1443), si è ipotizzato che l'opera a cui l'Angelico lavorava non arrivasse mai a Brescia e che, per motivi sconosciuti, prendesse altre strade.
Alcuni hanno ipotizzato che l'opera destinata originariamente a Brescia sia l'Annunciazione di Cortona, proveniente dalla chiesa di San Domenico e spostata poi nella chiesa del Gesù, la quale venne verosimilmente dipinta in quegli anni, comunque non oltre il 1433-1434 (data del successivo Tabernacolo dei Linaioli).
L'Angelico lasciò a Cortona anche un'altra importante opera, il Trittico, poiché i monaci domenicani osservanti del suo convento (San Domenico di Fiesole), erano stati ospitati prima a Cortona a poi a Foligno durante un periodo di esilio che si era concluso nel 1419.

## Descrizione
L'Annunciazione di Cortona viene indicata come il primo indubbio capolavoro dell'artista, che, se si accetta la datazione anteriore di quest'opera, fece da modello per una fortunata serie di pale d'altare simili, non solo dell'Angelico. Il modello di Angelico fu l'Annunciazione di Masolino nella chiesa di San Niccolò Oltrarno, con una partizione dello spazio architettonico al posto del fondo oro e al posto dei tradizionali scomparti cuspidati.

### L'architettura
La scena è ambientata in un arioso loggiato rinascimentale, immerso in un giardino recintato che simboleggia la purezza e la castità della Vergine Maria, seduta sul porticato. Le colonne corinzie ricordano le opere brunelleschiane, magari filtrate dall'esperienza di Michelozzo, e sullo sfondo si apre una parete con archi su peducci, sotto uno dei quali si trova l'apertura che dà accesso alle stanze interne, dove si vede il baldacchino appena scostato di un letto a cassone. Il soffitto è coperto da uno squisito cielo stellato. Il pavimento è di marmo con incrostazioni dipinte, un abile effetto introdotto dall'Angelico nel Trittico di San Pietro Martire (1428-1429).

### L'Angelo e la Vergine

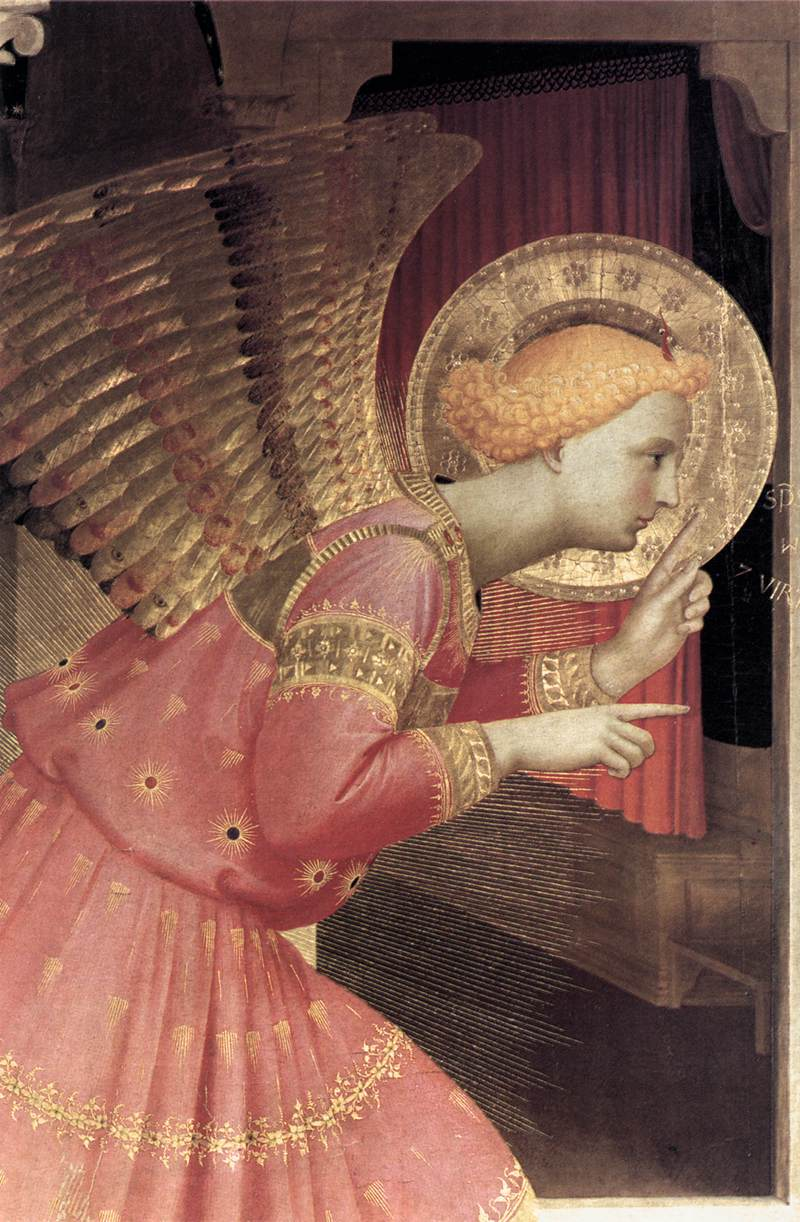
L'Angelo

La scena dell'Annunciazione avviene nel portico, dove l'angelo è appena atterrato e, con il consueto stratagemma delle lettere che gli escono dalla bocca a mo' di fumetto, porta l'annuncio divino a Maria, seduta davanti a lui. Oltre che con le parole l'angelo si esprime anche con gesti altamente eloquenti: con la destra indica la Vergine, fissandola, e con la sinistra indica la colomba, simbolo dello Spirito Santo, che, ad ali spiegate, aureolata della propria luce divina attende la risposta della Vergine. L'angelo è vestito da una straordinaria veste rosa decorata da numerosi ricami d'oro e inserti di pietre preziose. Il tenue e luminoso colore si accorda perfettamente con gli altri colori della pala, e riesce ad esaltarsi tramite gli effetti cangianti della luce tersa. Anche le ali sono trattate con finissime velature di luce e colore, che ne esaltano il virtuoso brillio.
Tra i due personaggi si sviluppa un vero e proprio dialogo, con tre versi segnati in sequenza che non rispettano l'ordine della Vulgata, ma intessono invece una singolare botta e risposta: la prima parola dell'angelo ("Sp[iritu]s S[anctus] sup[er]ve[n]iet i[n] te"), la risposta di Maria ("Ecce ancilla Do[mi]n[i fiat mihi secundum] v[er]bu[m] tuum"), scritta capovolta, per far ben capire la direzione della risposta, e infine la risposta dell'angelo ("virt[us] Alti[s]si[mi] obu[m]brabit tibi").
La Madonna, a differenza delle Annunciazioni trecentesche, non si ritrae, ma anzi accetta il suo incarico sottomettendosi con un cenno di inchino e con le braccia incrociate al petto. Ella è seduta su un seggio coperto da un sontuoso drappo dorato (da notare lo scorcio prospettico della fantasia del broccato), avvolta nel tradizionale mantello azzurro e con un libro appoggiato su un ginocchio, tipico richiamo alle Scritture che si avverano grazie alla sua accettazione, come sottolinea anche la figura del profeta a monocromo che si sporge, con un cartiglio, dal medaglione sopra il capitello centrale. Sulla Vergine vola già infatti la colomba dello Spirito Santo.

### Il giardino e la Cacciata

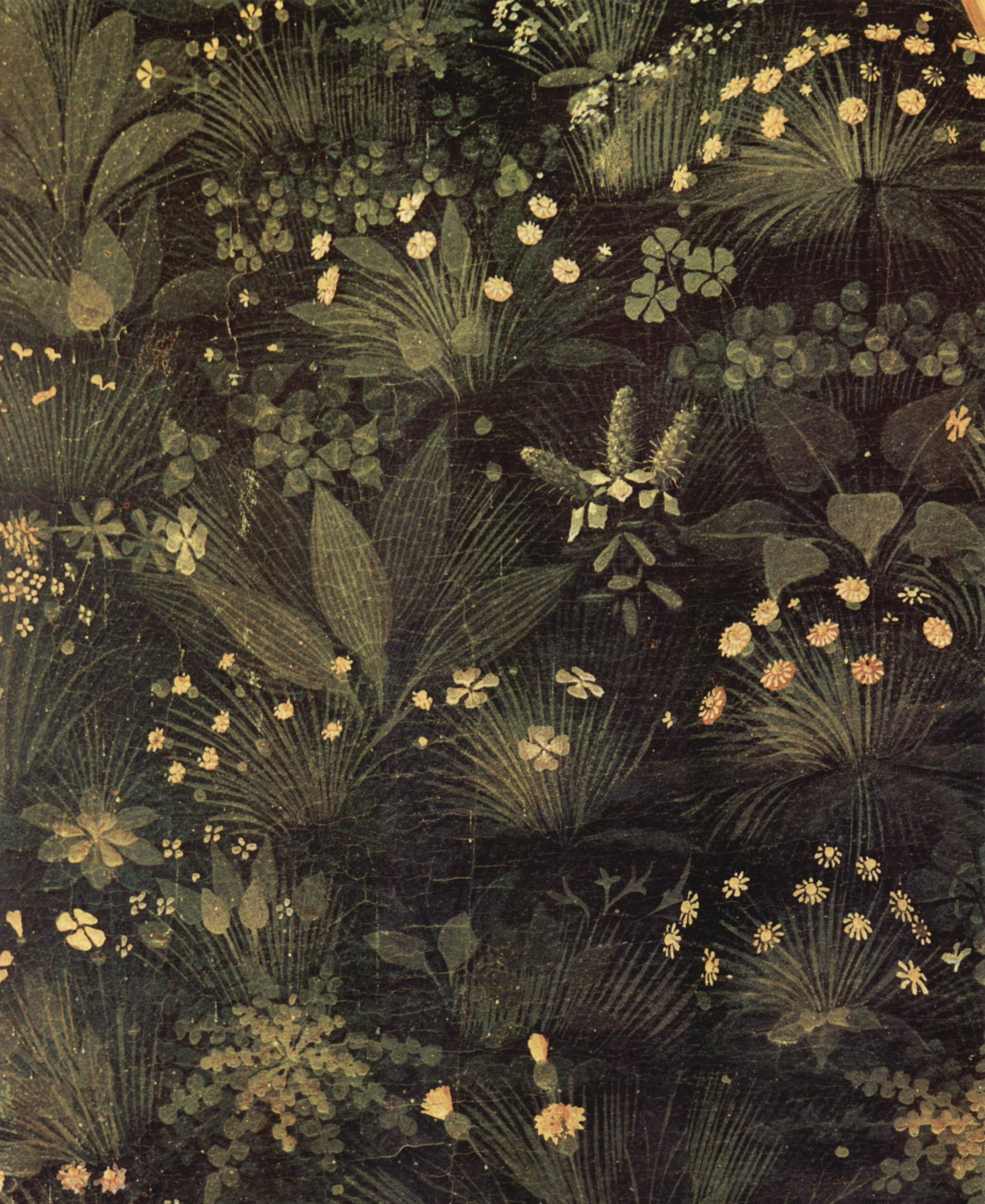
Il giardino, dettaglio

Il punto di fuga si trova all'esterno del loggiato, verso il giardino (nelle altre Annunciazioni sarà invece sotto il loggiato stesso) e guida l'occhio dello spettatore verso la scena che si svolge all'estremità sinistra in alto: la cacciata di Adamo ed Eva dal paradiso terrestre, primo momento di rottura tra l'Uomo e Dio che viene ricomposto proprio dall'accettazione di Maria.
Nel giardino si trovano una serie di piante disegnate con estrema precisione calligrafica, secondo l'attenzione ai dettagli minuti più tipica del gotico internazionale che del Rinascimento. Tra le numerose specie si riconoscono alcune piante simboliche, come le rose bianche, simbolo di purezza, le rose rosse, simbolo della Passione di Cristo, e la palma, albero che simboleggia la gloria dopo la morte e il martirio, poiché fiorisce solo dopo aver perso tutte le fronde ed esser, all'apparenza, morta.

## Stile
Come in altre opere di questo periodo, lo studio sulla luce e i suoi effetti è protagonista della rappresentazione ed è dettato non solo da esigenze di tipo artistico, ma anche teologico, secondo la dottrina di Tommaso d'Aquino che indicava la luce terrena come riflesso del "lumen" divino, che testimonia dell'ordine e della razionalità del disegno di Dio. In questo caso l'illuminazione sembra provenire dall'esterno del quadro e tratta in maniera ancora diversa le figure (illuminate frontalmente) dalle architetture (illuminate ora da destra, in primo piano, ora da sinistra). La delicatezza delle sfumature però nasconde queste incongruenze.
Se alcuni elementi, come già detto, sono tipicamente tardo gotici, come l'attenzione minuta al dettaglio sia delle specie vegetali che dell'ornamentazione dei tessuti, d'altro canto la ricca plasticità delle figure e l'ambientazione coerentemente prospettica sono ormai pienamente rinascimentali e conferma il ruolo dell'Angelico quale mediatore tra il sontuoso ornato di Gentile da Fabriano e il rigore di Masaccio. Alcuni dettagli richiamano molto da vicino Masolino da Panicale, come la fattura delle mani della Vergine e la forma slanciata della sua figura.

## Predella
Con la pala si è conservata anche la predella originale, in larga parte ritenuta autografa del maestro. Vi sono raffigurate cinque scene della Vita della Vergine e, in corrispondenza dei pilastrini laterali della cornice, due scene della Leggenda di san Domenico (Nascita e Visione della Vergine che consegna a san Domenico l'abito domenicano).
Le scene delle storie di Maria sono trattate in sequenza con una divisione blanda tra scena e scena, in maniera da creare l'illusione di un continuo paesaggio. Da sinistra si incontrano lo Sposalizio della Vergine, la Visitazione, l'Adorazione dei Magi, la Presentazione al Tempio e la Morte della Vergine.
Tra le scene meglio riuscite ci sono quelle della Visitazione e della Presentazione al Tempio. La prima mostra l'incontro tra la Vergine e sant'Elisabetta sullo sfondo di un ampio paesaggio con uno scorcio del Lago Trasimeno; a destra si vede la casa di Elisabetta, con la parete esterna scorciata in tralice, dove si affaccia, con fare curioso, un'inserviente, mentre sul lato opposto, dalla strada a sinistra, si affaccia una donna che sta salendo con fatica il sentiero scosceso: la viva espressione di gravità della figura era stata anche attribuita (erroneamente) a Piero della Francesca. La Presentazione al Tempio invece è ambientata in una basilica a tre navate, con un virtuosistico scorcio prospettico degli archi.
Interessante è anche la scena dell'Adorazione dei Magi, il cui confronto con l'analoga scena dipinta nella predella del Tabernacolo dei Linaioli permette di fugare i dubbi circa la venuta anteriore della pala di Cortona. In quest'ultima infatti la scena è trattata in maniera più tradizionale, come un fregio che si sviluppa orizzontalmente, dalla Vergine col Bambino a destra fino al corteo dei Magi a sinistra. La predella del Tabernacolo dei Linaioli invece, databile al 1433-1435, si sviluppa invece in maniera circolare, con il corteo che scorre parallelo al gruppo dei Magi inginocchiati in adorazione.
Predella dell'Annunciazione di Cortona